# Kendengsidialit
Kendengsidialit is een bestuurslaag in het regentschap Jepara van de provincie Midden-Java, Indonesië. Kendengsidialit telt 2953 inwoners (volkstelling 2010).